# Judith van West-Francië
Judith van West-Francië (oktober 844 – na 879), ook wel Judith Martel of later Judith van Vlaanderen genoemd, koningin van Wessex en later gravin van Vlaanderen, was het oudste kind van koning Karel de Kale van West-Francië, gehuwd met twee opeenvolgende koningen van Wessex, daardoor koningin van Wessex en uiteindelijk getrouwd met Boudewijn I, die door dat huwelijk de eerste graaf van Vlaanderen werd. Ze baarde vier kinderen en is  stamouder van de graven van Vlaanderen. Een van haar zonen, Boudewijn II, trouwde met Ælfthryth van Wessex, de dochter van Alfred de Grote.

## Afkomst
Judith was het eerste kind van koning en na 875 keizer Karel de Kale (823-877) en diens eerste echtgenote Ermentrudis van Orléans (830-869), oudere zuster van Lodewijk de Stamelaar (846-879). Ze was een achterkleinkind van Karel de Grote en kreeg haar naam van haar grootmoeder Judith van Beieren. Haar geboortedatum is onbekend. Omdat haar ouders op 14 December 842 trouwden en Judith hun oudste kind was, en het volgende kind, Lodewijk, op 1 November 846 werd geboren, is haar geboorte gedateerd tussen 843-845.

## Koningin van Wessex

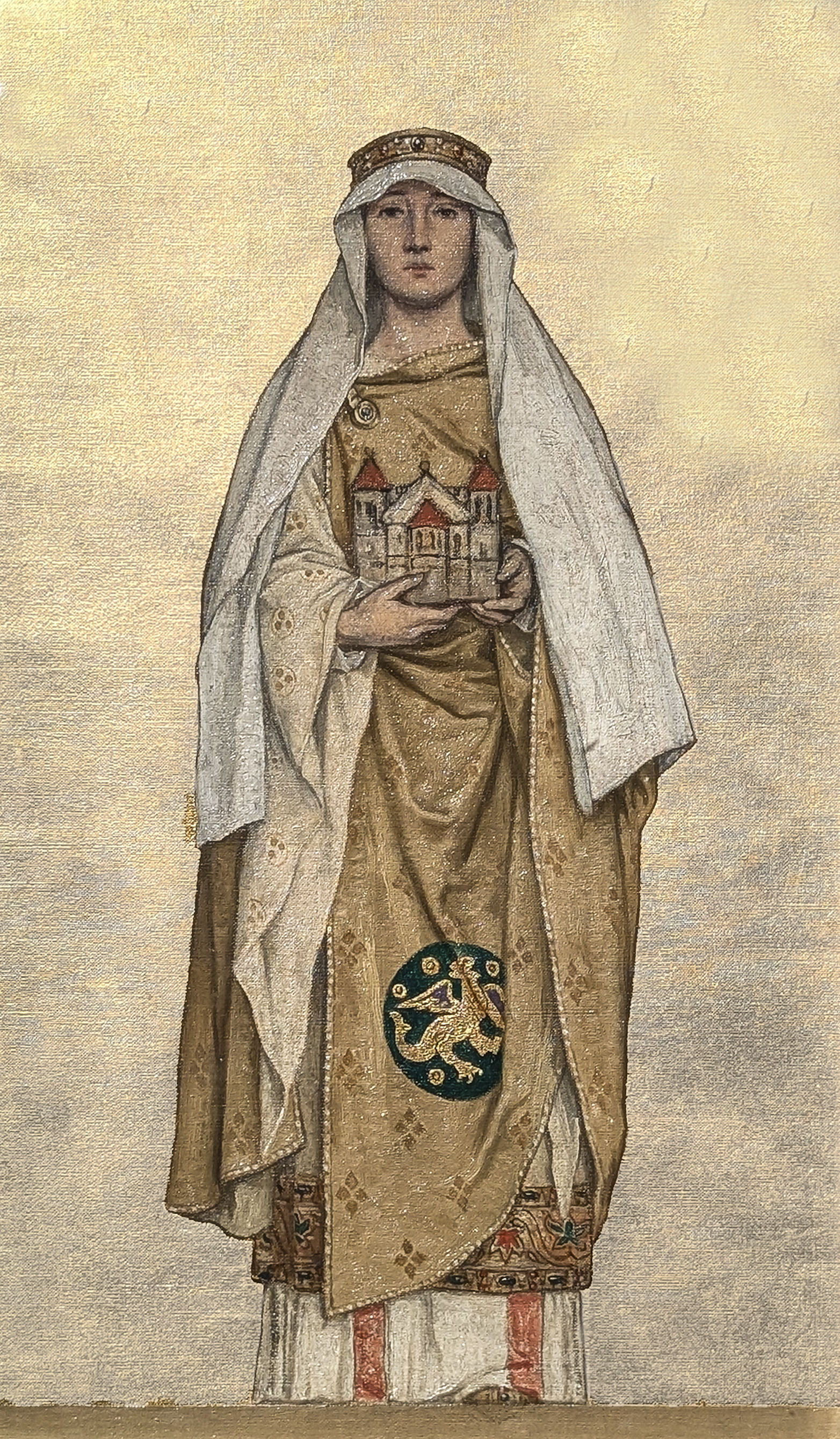
Judith, koningsdochter, koniginweduwe en gravin van Vlaanderen van Albrecht De Vriendt

Op 1 oktober 856, op twaalfjarige leeftijd, werd door haar vader een strategisch huwelijk voor haar gesloten met de 56-jarige koning Æthelwulf van Wessex, zelf vader van vijf zonen en een dochter. Hij was een man met hoog aanzien, een christen en een bekwaam legeraanvoerder die de Vikingen in 851 had verslagen in Surrey. Karel en Æthelwulf ontmoetten elkaar toen de laatste, samen met zijn dan zesjarige jongste zoon Alfred, een bezoek aan Karel bracht op weg naar Rome. Gezien Parijs en Tours hetzelfde jaar door de Vikingen werden afgebrand, had Karel belang bij het huwelijk van zijn dochter met een overwinnaar van de Vikingen. Æthelwulf had belang bij het huwelijk om opstandige edelen te tonen dat hij een machtige bondgenoot in het buitenland had. Hij nam een risico bij dit huwelijk, als Judith hem zonen zou baren kon dit leiden tot broederstrijd. Bij terugkeer in het paleis van de Karolingers in juni 856, verloofde Æthelwulf zich met Judith en ze huwden op 1 oktober van hetzelfde jaar in de Paltskapel van het paleis in Verberie-sur-Oise.

### Kroningsceremonie
De aartsbisschop van Reims kreeg opdracht van Karel het kerkelijk huwelijk en de zalving van Judith te leiden. Karolingische koningen en koninginnen werden sinds 751 gekroond en gezalfd en Judiths vader dacht vermoedelijk dat een kroning haar positie in Engeland zou versterken. Tijdens de ceremonie werd de bruid door de bisschop een diadeem op het hoofd gezet en door hem gezegend. Zo werd ze tot koningin verheven en kwam op hetzelfde niveau als de koning, dat werd niet algemeen aanvaard door de West-Saksen. Het duurde ruim een eeuw tot de volgende koningin in Engeland werd gekroond, Ælfthryth, in 973 door haar man Edgar van Engeland in Bath. Tot op heden is de essentie van de ceremonie, kroonopzetting, zalving en eventueel huwelijk in het kader van een plechtige kerkdienst, onveranderd.

### Tweede huwelijk
Æthelwulf stierf al twee jaar na het huwelijk, op 13 januari 858 en het huwelijk bleef kinderloos. In datzelfde jaar 858 huwde Judith voor de tweede keer, nu met Æthelwulfs zoon koning Æthelbald, dus met haar eigen stiefzoon. Voor Judith was dit de manier om als Karolingisch prinses aan het kloosterleven thuis te ontkomen, Æthelbald verhoogde door het huwelijk zijn status tegenover zijn broers. Er ontstond ophef, sommige kroniekschrijvers spraken van een grote schande. Anderen beschouwden de koningin-weduwe als belichaming van de rechten van haar overleden echtgenoot zodat Æthelbald door met haar te trouwen het Koninkrijk kon opeisen. Judiths naam komt voor in verschillende charters opgesteld tijdens het bewind van Æthelbald. Dit bevestigt haar uitzonderlijke status als koningin.
Æthelbald overleed na twee en een half jaar regeren, in 860, ook tijdens dit huwelijk kreeg Judith geen kinderen, wellicht door haar jonge leeftijd. Judiths laatste huwelijk werd op initiatief van aartsbisschop Augustinus van Canterbury nietig verklaard op grond van bloedverwantschap (niet letterlijk, maar omdat ze zijn stiefmoeder was). Zo kon Judith geen rol meer spelen in de Engelse troonopvolging en werd ze teruggezonden naar het hof van haar ouders.

## Gravin van Vlaanderen

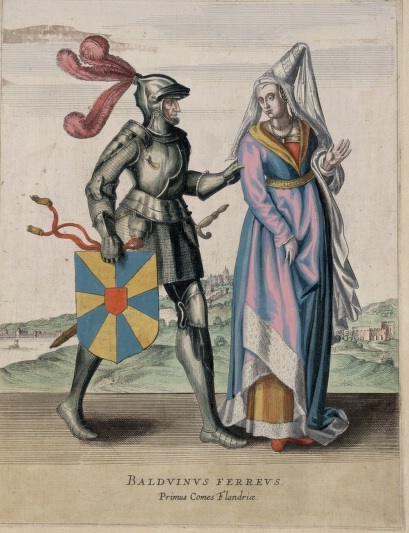
Boudewijn I uit Laon werd de eerste graaf van Vlaanderen samen met zijn vrouw Judith van West-Francië die als koningsdochter, koniginweduwe en gravin van Vlaanderen de bekendste vrouw werd in West-Europa

Judith trouwde voor de derde maal met Boudewijn I met de IJzeren Arm uit Laon, die haar rond Kerstmis 861 uit het klooster in Senlis zou hebben gehaald, met toestemming van haar broer Lodewijk. Dat was tegen de wil van haar vader die tegen dit huwelijk was. Ze zwierven enige tijd in Europa rond en schuilden bij haar neef Lotharius II tot in oktober. Ze gingen op bedevaart naar Rome en door tussenkomst van paus Nicolaas I konden ze op 13 december 863 officieel in het huwelijk treden in Auxerre.
Door dit huwelijk kon Karel de Kale niet anders dan zijn schoonzoon een hoge functie mee te geven. Met de steun van Judiths broer, Lodewijk de Stamelaar, werd Boudewijn beleend met het graafschap Vlaanderen. Judith werd hiermee de eerste gravin van Vlaanderen. Hun graafschap was toen een onbeduidend moerassig gebied, de pagus Flandrensis (Vlaanderengouw) en de pagus Wasia (Waasgouw), gelegen aan de periferie van West-Francië in het grensgebied met Lotharingen, dat vanaf 870, met het Verdrag van Meerssen, in handen kwam van Karels broer Lodewijk de Duitser. Onder heerschappij van Boudewijn en Judith kwam het grondgebied tot eerste ontwikkeling. Boudewijn liet in het gebied verdedigingswerken bouwen om nieuwe invallen van Noormannen en Vikingen te bemoeilijken, net als Karel eerder in het meer vitale zuidelijk deel van zijn rijk langs de kust al had gedaan. Bij de bewoners werd de nijverheid en handel bevorderd.
In 879 vielen de Vikingen Vlaanderen binnen, nadat ze in Engeland een zware nederlaag hadden geleden. Ze plunderden verschillende kloosters en nederzettingen en zouden enkele jaren blijven. Pas nadat de zoon van Boudewijn I, Boudewijn II, de nieuwe graaf van Vlaanderen was geworden, werden de Vikingen verdreven en werden verschillende nederzettingen aan de Noordzee versterkt met ringwalburchten. Deze verdedigingswerken zouden onder meer  Sint-Winoksbergen, Broekburg, Veurne, Brugge en Oostburg beschermen tegen de Vikingen.
Judith is na 879 overleden, het exacte jaartal is onbekend. Ze werd in de Gentse Sint-Pietersabdij begraven.

### Vondst graf
In 2006 werden, bij de aanleg van de ondergrondse parking onder het Sint-Pietersplein in Gent, een aantal graven ontdekt uit de vroege middeleeuwen. In een van de graven werden botten gevonden van een vrouw van rond de 40, gestorven omstreeks het begin van de 10e eeuw. Volgens sommige historici zou het hier gaan om de overblijfselen van Judith van West-Francië, maar deze stelling blijft vooralsnog onbewezen. Naar aanleiding van tv-serie Het verhaal van Vlaanderen besloot de Gentse universiteit alsnog om dit te onderzoeken. Op 11 april 2023 werd duidelijk dat alle bijkomende onderzoeken steeds meer bevestigen dat deze beenderen toe te schrijven zijn aan Judith van Vlaanderen, al is er nog geen uitsluitsel. Zo bewees het onderzoek naar haar tanden dat ze uit Noord-Frankrijk kwam en een tijd in Engeland leefde. Er wordt als bewijsvoering naar DNA van nabije familieleden gezocht.

### Kinderen
Tijdens het huwelijk met Boudewijn I baarde Judith vier kinderen:
- Karel, geboren ca. 864, jong gestorven
- Boudewijn II (865–918), (later naar zijn grootvader Karel en via de langs zijn moeder Judith geërfde kaalheid Boudewijn de Kale genoemd)
- Rudolf van Kamerijk (870-896)
- vermoedelijk nog een dochter, de kronieken van het klooster van Waulsort vermelden bij de dood van Rudolf van Kamerijk (Cambrai) dat Wouter, de zoon van Rudolfs zuster, probeerde hem te wreken.

Gunhilda, gehuwd in 877 met Wilfred I el Velloso, graaf van Urgel en Barcelona, wordt ook vaak als dochter van Boudewijn en Judith genoemd maar dit is gebaseerd op een verkeerde interpretatie van een middeleeuwse tekst. Zij was afkomstig uit de omgeving van Barcelona.

## Voorouders
| Voorouders van Judith van West-Francië | Voorouders van Judith van West-Francië                      | Voorouders van Judith van West-Francië                      | Voorouders van Judith van West-Francië                      | Voorouders van Judith van West-Francië                      | Voorouders van Judith van West-Francië                      | Voorouders van Judith van West-Francië                      | Voorouders van Judith van West-Francië                      | Voorouders van Judith van West-Francië                      |
| -------------------------------------- | ----------------------------------------------------------- | ----------------------------------------------------------- | ----------------------------------------------------------- | ----------------------------------------------------------- | ----------------------------------------------------------- | ----------------------------------------------------------- | ----------------------------------------------------------- | ----------------------------------------------------------- |
| Overgrootouders                        | Karel de Grote (747-814) ∞ Hildegard (758-783)              | Karel de Grote (747-814) ∞ Hildegard (758-783)              | Welf van Altdorf (744-) ∞ Eigilwich (-)                     | Welf van Altdorf (744-) ∞ Eigilwich (-)                     | Hadrianus van Orléans (760–821) ∞ Waldrada van Hornbach (-) | Hadrianus van Orléans (760–821) ∞ Waldrada van Hornbach (-) | Leuthard I van Parijs (760–816) ∞ Grimhilde (-)             | Leuthard I van Parijs (760–816) ∞ Grimhilde (-)             |
| Grootouders                            | Lodewijk de Vrome (778-840) ∞ Judith van Beieren (805-843)  | Lodewijk de Vrome (778-840) ∞ Judith van Beieren (805-843)  | Lodewijk de Vrome (778-840) ∞ Judith van Beieren (805-843)  | Lodewijk de Vrome (778-840) ∞ Judith van Beieren (805-843)  | Odo van Orléans (780-834) ∞ Engeltrude van Parijs (790-850) | Odo van Orléans (780-834) ∞ Engeltrude van Parijs (790-850) | Odo van Orléans (780-834) ∞ Engeltrude van Parijs (790-850) | Odo van Orléans (780-834) ∞ Engeltrude van Parijs (790-850) |
| Ouders                                 | Karel de Kale (823-877) ∞ Ermentrudis van Orléans (830-869) | Karel de Kale (823-877) ∞ Ermentrudis van Orléans (830-869) | Karel de Kale (823-877) ∞ Ermentrudis van Orléans (830-869) | Karel de Kale (823-877) ∞ Ermentrudis van Orléans (830-869) | Karel de Kale (823-877) ∞ Ermentrudis van Orléans (830-869) | Karel de Kale (823-877) ∞ Ermentrudis van Orléans (830-869) | Karel de Kale (823-877) ∞ Ermentrudis van Orléans (830-869) | Karel de Kale (823-877) ∞ Ermentrudis van Orléans (830-869) |
| Judith van West-Francië (844-870)      |                                                             |                                                             |                                                             |                                                             |                                                             |                                                             |                                                             |                                                             |

## Voetnoten
1. ↑  De geboortedatum is onzeker.
2. ↑  Stafford et al.
3. ↑  Nelson et al.
4. ↑  Enright, M., Charles the Bald and Aethelwulf of Wessex: the alliance of 856 and strategies of royal succession, Journal of Medieval History, Amsterdam: Elsevier, 1979, deel 5, 4e uitgave, p. 291–302 ISSN 0304-4181, doi:10.1016/0304-4181(79)90003-4.
5. ↑  Ward, J. Women in England in the Middle Ages. A&C Black, 2006. ISBN 978-1852853464.
6. ↑  Simon Keynes en Michael Lapidge (redactie), Alfred the Great: Asser's Life of King Alfred and Other Contemporary Sources, Penguin UK, 2004, ISBN 9780141909424.
7. ↑  België - Het Frankische Tijdperk - "Van de Noormannen, verlos ons Heer". vilters-vanhemel.be. Geraadpleegd op 12 september 2023.
8. ↑  UGent wil het nu toch weten: is het skelet dat gevonden werd onder het Sint-Pietersplein van Judith van West-Francië? Het Laatste Nieuws. Gearchiveerd op 25 januari 2023.
9. ↑  UGent heropent onderzoek naar opgegraven skelet, AVS. Gearchiveerd op 23 januari 2023. Geraadpleegd op 23 januari 2023.